# Emanuel Söhrling
Emanuel Söhrling, född 16 juni 1782 i Norrköping, Östergötlands län, död 22 juni 1854 i Linköping, Östergötlands län, var en svensk guldsmed och medaljkonstnär.

## Biografi
Emanuel Söhrling föddes 1782 i Norrköping. Han var son till handelsmannen Peter Sörling och Margareta Christina Bergman. Söhrling var gift med Juliana Wilhelmina Wetterberg. Söhrling var i unga år elev vid Konstakademien 1814–1815 och utbildade sig senare till guldsmed innan han bosatte sig i Linköping. Inför jubileumsåret av Augsburgska trosbekännelsen 1830 utförde Söhrling en medalj över Martin Luther i form av en brakteatprägling som användes för infällning i andra föremål som kannlock, trädosor med mera. Söhrlings Lutherbild ansluter nära till en liknande medalj som utfördes av Arvid Karlsteen även om den ornamentala frisen och blomsterdekoren som omger Luther avviker.  Söhrling avled 1854 i Linköping.